# Korporativna komunikacija
Korporativna komunikacija (engl. Corporate Communications, njem. Unternehmenskommunikation) je pojam u poslovnoj ekonomiji i komunikacijskim znanostima. Korporativna komunikacija u funkcionalno-organizacijskom smislu preuzima središnje upravljanje sveukupne komunikacije korporacije s interesnim dionicima (engl. stakeholder) s ciljem postignuće najveće moguće reputacije.
Korporativna komunikacije je dio organizacijske komunikacije koji se bavi profitnim sektorom. Time se razumiju korporacije, ali i mala i srednja poduzeća. Korporativna komunikacija širi je pojam od odnosa s javnošću. U Hrvatskoj se kao sinonim koristi i izraz korporativni odnosi s javnošću (Korporativni PR). U manjim poduzećima gdje je zaposlena jedna ili svega nekoliko osoba koje su zadužene za komunikacijske aktivnosti, odnosi s javnošću smatraju se istovjetnim korporativnoj komunikaciji.

## Cilj korporativne komunikacije
Korporativna komunikacija je odgovorna za sve komunikacijske odnose poduzeća koja uključuje korporativni identitet. Cilj je njegovati i povećati reputaciju poduzeća, jer ugled bitno utječe na poslovni uspjeh poduzeća. Cilj je korporacije ujednačen nastup prema vani i primjenom načela govoriti jednim jezikom. Sektori ili odjel korporativne komunikacije izrađuje stoga komunikacijsku strategiju koja prati poslovnu strategiju poduzeća.

## Teorija korporativne komunikacije
Ansgar Zerfass postavio je nacrt teorije korporativne komunikacije prema kojem povezuje 
sociološko-teorijske, komunikacijsko-teorijske i ekonomsko-teorijske pristupe te postavio interdisciplinarnu teoriju korporativne komunikacije. Zerfass time iz tih triju znanstvenih perspektiva spaja korporativno upravljanje, komunikaciju i socijalnu integraciju u pojmu korporativne komunikacije. On definira tri komunikacijske funkcije koje su vezane uz organizacijsko, tržišno i društveno-političko okruženje. Unutar korporativne komunikacije definira internu korporativnu komunikaciju koja je zadužena za odnose sa zaposlenicima i vlasnicima, a eksternu koja obuhvaća tržišnu komunikaciju i odnose s javnošću.

## Područja korporativne komunikacije
- Odnosi s medijima - odnosi s novinarima i urednicima medijskih kuća, tiskovnih, digitalnih i elektroničkih medija (Media Relations)
- Javni odnosi i lobiranje - odnosi s institucijama vlasti i društveno-političkim skupinama, poslovi od javnog značaja (Public Affairs)
- Interna komunikacija - odnosi između menadžmenta i zaposlenicima (Internal Communications, Employee Relations)
- Odnosi s investitorima - odnosi sa sadašnjim i budućim ulagačima, dioničarima, financijskim analitičarima i poslovnim novinarima (Investor Relations)

## Posebne zadaće korporativne komunikacije
- Upravljanje temama (Issues Management) - praćenje tema koje se o kompaniji kritično raspravljaju u medijima ili na društvenim mrežama i oblikovanja odgovor na njih
- Komunikacija u promjenama (Change Communication) - npr. prilikom spajanja ili preuzimanje tvrtki
- Krizno komuniciranje (Crisis Communication) - komunikacija za vrijeme krize, u proaktivnim smislu izrada komunikacijkog plana u slučaju izbijanja neke krizne situacije, npr. za zrakoplovnu tvrtku postupak komunikacije u slučaja pada zrakoplova.
- Korporativni identitet (CI) i Korporativni dizajn (CD) - vizualni identitet
- Sponzorstva i donacije (Sponsoring)
- Korporativno upravljanje (Corporate Governance)
- Društvena odgovornost i održivi razvoj - sve je veći izazov za korporativne komunikacije izrada raznih programa i kako ih učinkovito komunicirati.

## Dionici (ciljne javnosti)

### Vanjski dionici poduzeća
Vanjski dionici poduzeća:
- kupci, klijenti, potrošači
- dobavljači
- poslovni partneri
- konkurencija
- država, vlast, lokalna i regionalna samouprava, institucije Europske unije.
- t.zv. opća javnost, nevladine organizacije
- lokalna zajednica, (npr. susjedstvo tvornice)
- ulagači, sadašnji i budući dioničari
- mediji (novinari, urednici, tvorci i vođe mišljenja)

### Unutarnji dionici poduzeća
Unutarnji dionici poduzeća:
- zaposlenici
- sindikati u Korporaciji
- menadžment

## Proces upravljanja komunikacijama
Komunikacijski proces najčešće je podijeljen u četiri koraka odnosno faze (Cutlip, Center, Broom). Prvi korak je definiranje problema u odnosima s javnošću. U ovom koraku prethodi situacijska analiza i proces istraživanja. Drugi korak je planiranje i programiranje. Treći korak je sama provedba komunikacije. Ona obuhvaća proces komunikacije, razine komunikacije, oblikovanje i širenje poruke, te strateški izbor kanala komuniciranja. Četvrti korak obuhvaća ocjenu tj. evaluaciju komunikacijskog procesa.

Američki autor Wilcox u svojem djelu Essentials of Public Relations definira osam osnovnih elemanata u planiranju odnosa s javnošću: situacijska analiza, ciljevi, javnosti, strategija, taktika, kalendar, proračun i evaluaciju.

## Kanali korporativne komunikacije
Najčešći kanali komuniciranja: mediji (klasični ili tradicionalni: tisak, radio, televizija), konferencije i izlaganja, izravna literatura, sponzorstva, interni časopisi, programi korporativnog identiteta, posebni događaji (corporate events), korporativno oglašavanje, novi mediji, posebno internet, te kanali u interpersonalnoj komunikaciji (npr. sastanci, skupovi, ankete, razgovori). Novi kanali u korporativnoj komunikaciji su društvene mreže, poput vlastitog Youtube-kanala, Facebook grupe, Instagram ili korporativni blogovi.

## Integrirana komunikacija
S obzirom na potrebu ujednačenog nastupa prema dionicima, suvremene korporacije primjenjuju model integrirane (marketinške) komunikacije, u kojoj sudjeluje i marketinška komunikacija, tj. komunikacija proizvoda i brendova prema kupcima.
Integrirana komunikacija u marketingu i odnosima s javnošću obuhvaća analizu, planiranje, organiziranje, provedba i kontrola ukupne eksterne i interne komunikacije koorporacije (poduzeća) s ciljem postizanja ujednačene korporativne komunikacije.

## Profesija korporativne komunikacije u Hrvatskoj
Unutar Hrvatske udruge za odnose s javnošću koja okuplja profesiju odnosa s javnošću ustrojena je sekcija korporativnih komunikacija. Sekciju korporativnih komunikacija HUOJ-a čine predsjednik i koordinatori za politiku, kulturu, turizam, IT, osiguranje, farmaciju, energetiku, obrazovanje, prehrambenu industriju, automobilizam, bankarstvo, prerađivačku industriju, prijevoz, građevinarstvo, komunikacije, nevladine organizacije, trgovinu i ostale oblike poslovanja.

Glavne aktivnosti sekcije su organizacija stručnih edukacija, konferencija i drugih događanja s temama koje posebno zanimaju članove (odnosi između ljudskih resursa i odnosa s javnošću, interna komunikacija, odnosi s medijima, krizno komuniciranje, korporativni identitet i ostalo), definiranje standarda i organizacija stručne prakse za studente unutar tvrtki, provođenje istraživanja iz područja korporativnih komunikacija, predstavljanje HUOJ-a na studentskim manifestacijama i stručnim događanjima.

## Vanjske poveznice
http://www.huoj.hr Hrvatska udruga odnosa s javnošću - Strukovna udruga